# Quente ou frio
Quente ou frio ou Caça ao Tesouro é uma brincadeira em que uma ou mais pessoas procuram por um objeto escondido e quem o escondeu lhes dá dicas conforme estejam próximos (quente) ou longe (frio). Além de objetos, o jogo pode ser para descobrir alguma informação. Ganha quem achar o objeto escondido. No jogo Final Fantasy IX há um mini-game, que funciona como o jogo Quente ou Frio, onde se busca tesouros com um chocobo. Ele é um jogo simples utilizado geralmente com crianças, é um jogo mais popular no Sul do Brasil.